# Somewhere Else
Somewhere Else – czternasty album studyjny Marillion wydany 9 kwietnia 2007 roku. Dotarł do 11. miejsca na liście sprzedaży OLiS, spędzając na niej 2 tygodnie.

## Lista utworów
1. "The Other Half" – 4:23
2. "See It Like a Baby" – 4:32
3. "Thankyou Whoever You Are" – 4:51
4. "Most Toys" – 2:47
5. "Somewhere Else" – 7:51
6. "A Voice from the Past" – 6:21
7. "No Such Thing" – 3:58
8. "The Wound" – 7:18
9. "The Last Century for Man" – 5:51
10. "Faith" – 4:11

## Single
- "See It Like a Baby"
- "Thankyou Whoever You Are / Most Toys"

## Twórcy
- Steve Hogarth – śpiew
- Steve Rothery – gitara
- Pete Trewavas – gitara basowa
- Mark Kelly – keyboard
- Ian Mosley – perkusja

## Pozycje na listach
| Lista | Kraj   | Pozycja |
| ----- | ------ | ------- |
| OLiS  | Polska | 11      |